# Mario Eduardo Dorsonville-Rodríguez

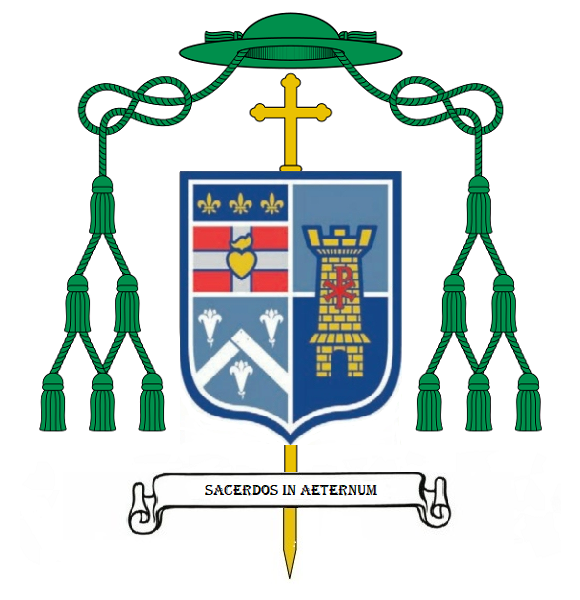
Wappen von Mario Eduardo Dorsonville-Rodríguez als Bischof von Houma-Thibodaux

Mario Eduardo Dorsonville-Rodríguez (* 31. Oktober 1960 in Bogotá, Kolumbien; † 19. Januar 2024) war ein kolumbianisch-US-amerikanischer römisch-katholischer Geistlicher und Bischof von Houma-Thibodaux.

## Leben
Mario Eduardo Dorsonville-Rodríguez empfing am 23. November 1985 das Sakrament der Priesterweihe für das Erzbistum Bogotá.
Am 20. März 2015 ernannte ihn Papst Franziskus zum Titularbischof von Kearney und zum Weihbischof in Washington. Der Erzbischof von Washington, Donald Kardinal Wuerl, spendete ihm am 20. April 2015 die Bischofsweihe. Mitkonsekratoren waren der Erzbischof von Tegucigalpa, Óscar Kardinal Rodríguez Maradiaga SDB, und der Erzbischof von Baltimore, William Edward Lori.
Papst Franziskus bestellte ihn am 1. Februar 2023 zum Bischof von Houma-Thibodaux. Die Amtseinführung fand am 29. März desselben Jahres statt.
Wenige Tage vor seinem ersten Jahrestag als Bischof von Houma-Thibodaux starb Bischof Dorsonville-Rodríguez nach kurzer Krankheit im Alter von 63 Jahren.